# Lu Grimaldi
Maria Luísa Tisi (São Paulo, 20 de junho de 1954), mais conhecida como Lu Grimaldi, é uma atriz brasileira. Ela recebeu vários prêmios ao longo de sua carreira, incluindo um Prêmio APCA, um Prêmio Qualidade Brasil, e um Melhores do Ano.
Grimaldi iniciou sua carreira no teatro no início da década de 1970. Sua estreia profissional ocorreu em 1973 no espetáculo Dzi Croquettes, onde ganhou maior projeção nos palcos. Ela permaneceu se dedicando exclusivamente aos palcos até começar a fazer participações especiais em programas televisivos. Sua primeira aparição ocorreu na novela Vale Tudo, da TV Globo, em 1988, com um pequeno personagem. Nos anos subsequentes, continuou fazendo participações pontuais na televisão, como nas novelas A História de Ana Raio e Zé Trovão (1991), As Pupilas do Senhor Reitor (1995) e Xica da Silva (1996).
Em 1999, foi escalada para a novela Terra Nostra, da TV Globo, onde interpretou a imigrante italiana Leonora. Ela se destacou na trama e sua interpretação dramática recebeu muitos elogios, rendendo a ela um Prêmio APCA e um troféu do Melhores do Ano. Elogiada pela crítica, ela passou a ser requisitada para diversos projetos na televisão, incluindo a vilã Joaquina em A Padroeira (2001), a sofrida Íris em Malhação (2002) e a doce Inês em Sinhá Moça (2006). Em 2009 estreou na TV Record vivendo a matriarca Mamma Freda na novela Poder Paralelo. Por esse trabalho, Grimaldi recebeu uma indicação ao Prêmio Qualidade Brasil de Melhor Atriz Coadjuvante em Televisão.
Em 2014 voltou ao teatro na peça Palavra de Rainha, espetáculo inspirado na vida de Maria I de Portugal e protagonizado pela atriz. Ela recebeu aclamação da crítica por sua interpretação, vencendo o Prêmio Qualidade Brasil de Melhor Atriz Dramática no Teatro. Mais tarde, ela voltou a interpretar a mesma personagem na novela Liberdade, Liberdade (2016). Em Rock Story (2017), ela realizou uma participação especial como a estilista Glória Braga, personagem inspirada em Miranda Priestly, desempenhada por Meryl Streep no filme O Diabo Veste Prada. Em 2021, esteve no elenco do drama histórico Nos Tempos do Imperador, como a governanta Lurdes.

## Biografia
Nascida em São Paulo, Maria Luísa Tisi se mudou aos oito anos de idade para o Rio Grande do Sul, acompanhando sua família. Já com uma vida estabelecida no estado, ela começou a estudar e atuar no teatro amador, a contra gosto de seus pais. Quando ela completou 18 anos, voltou a cidade de São Paulo para dar continuidade a sua carreira artística. Para se manter sozinha na cidade, ela começou a trabalhar com fotografia de televisão e deu início à carreira profissional como atriz.

## Carreira
Já residindo em São Paulo, ela estreou nos palcos no espetáculo Dzi Croquettes, um grande e exuberante sucesso de 1973. Desde então, passou a atuar em muitos projetos teatrais, dedicando-se integralmente aos palcos até o final da década de 1980. Em 1986 foi dirigida por Antônio Abujamra na peça Nostradamus e em 1987 esteve no elenco principal de Carmem com Filtro, de Gerald Thomas. Em 1987 foi convidada por Roberto Lage para participar da peça Blas-Fêmas, espetáculo que se tornou um grande sucesso em São Paulo e no Rio de Janeiro. Após se consolidar no teatro, ela começou a trabalhar na televisão. Sua primeira aparição foi em uma participação especial na novela Vale Tudo, da TV Globo, onde ela interpretou Clarice, uma mulher que negocia o seu próprio filho. Em 1990 foi escalada para participar da minissérie Riacho Doce.
Em 1991, realizou seu primeiro trabalho regular em uma novela, em A História de Ana Raio e Zé Trovão, projeto de grande audiência da TV Manchete. Nos anos seguintes, dedicou-se ao teatro, atuando em Floresta Amazonica - Sonhos de uma Noite de Verão (1992) e Pentesiléias (1994). Após anos afastada, voltou à televisão, dessa vez no SBT, atuando em As Pupilas do Senhor Reitor (1194), como Elvira. Em 1996 atua em Xica da Silva, na TV Manchete, interpretando a bruxa Fausta. A novela fez muito sucesso à época e exibia cenas polêmicas envolvendo a sua personagem, chegando a serem proibidas a exibição das mesmas pela Justiça. Em 1998 realizou uma participação especial em um episódio da novela Pérola Negra e foi convidada para o elenco de Meu Pé de Laranja Lima, ambas no SBT. Também em 1998, a atriz fez sua estreia nos cinemas no filme Menino Maluquinho 2 - A Aventura, interpretando Beata.
Em 1999, Grimaldi recebeu sua primeira grande oportunidade na televisão. Ela foi convidada para integrar o elenco principal da novela Terra Nostra, exibida no horário nobre da TV Globo. Na trama, ela deu vida à imigrante italiana Leonora Migliavacca. Sua interpretação dramática lhe rendeu muitos elogios da crítica e do público e a personagem se tornou uma das mais relembradas em sua carreira. Por seu desempenho, ela foi eleita pelo Prêmio APCA de Televisão como a melhor atriz revelação do ano e também recebeu o prêmio de Melhor Atriz Coadjuvante no Melhores do Ano, do Domingão do Faustão. Elogiada e premiada pela crítica, ela passou a ser requisitada para mais personagens na emissora, onde permaneceu contratada até o ano de 2004. Em 2000 voltou ao teatro na peça Rei Lear, baseada na obra de William Shakespeare, onde interpretou uma das filhas do rei Lear (vivido por Raul Cortez), Goneril. Em 2001, voltou a trabalhar com Walcyr Carrasco (autor de Xica da Silva) na novela das seis A Padroeira, onde ela interpretou a vilã fria e calculista Joaquina Soares. No mesmo ano, atuou no filme de drama Sonhos Tropicais.
Em 2002, foi convidada para o elenco da 9.ª temporada da série Malhação. Na trama, ela interpretou a mãe da protagonista, vivida por Juliana Silveira, Inês Miranda. Em 2003, atuou no espetáculo Divinas - Uma Comédia Olimpicamente e esteve no filme Apolônio Brasil, o Campeão da Alegria. Em 2004, ela realizou participação na minissérie Um Só Coração, que retratava a sociedade brasileira durante a Semana da Arte Moderna de 1922, e foi contratada pelo SBT para atuar na novela Seus Olhos. No mesmo ano, fez o especial Branca de Neve e os Sete Peões, protagonizado por Hebe Camargo. Ainda em 2004, esteve em uma montagem da peça Boca de Ouro, de Nelson Rodrigues. No ano seguinte integrou o elenco da quinta temporada do programa infantil Sítio do Picapau Amarelo, como Marcela. Em 2006, regressou às novelas da TV Globo em Sinhá Moça, interpretando a matriarca Inês Garcia, mão dos protagonistas Rodolfo (Danton Mello) e Ricardo (Bruno Gagliasso), sendo par romântico do ator Reginaldo Faria.
Retornou ao SBT em 2007 para a novela Amigas e Rivais. Transferiu-se para a Rede Record em 2009, onde fez Poder Paralelo, interpretando Mamma Freda, ela conquistou elogios e recebeu uma indicação ao Prêmio Qualidade Brasil na categoria de melhor atriz coadjuvante em televisão. Em 2010 interpretou Ministra Veneranda no filme Nosso Lar. Em 2011 foi convidada para participar da minissérie Sansão e Dalila, atuando como Zilá, e também atuou no filme de comédia Não se Preocupe, nada Vai dar certo!. Em 2012 esteve no elenco da novela Balacobaco, um trama contemporânea, onde interpretou Lígia. Em 2014, atuou ainda na série Milagres de Jesus e no especial de fim de ano Histórias de Verão. Após esses trabalhos, encerrou seu contrato com a Rede Record. No mesmo ano, Lu Grimaldi estreou em um grande projeto no teatro protagonizando Palavra da Rainha, espetáculo inspirado na vida de Dona Maria I de Portugal, interpretada pela atriz. A peça foi um sucesso de crítica e ela foi aclamada por sua interpretação. Em 2014, recebeu o Prêmio Qualidade Brasil de melhor atriz dramática em teatro por esse trabalho.
Em 2015, depois de nove anos afastada da TV Globo, retorna ao horário nobre interpretando a doce cozinheira Olga, mãe do protagonista Vinícius (Thiago Fragoso) na novela Babilônia de Gilberto Braga. Em 2016, ela realizou uma participação na novela Liberdade, Liberdade, novamente interpretando Dona Maria I de Portugal, devido ao seu sucesso no teatro. Em 2017 apareceu como a estilista Glória Braga na novela Rock Story. Sua personagem é inspirada claramente na personagem Miranda Priestly, desempenhada por Meryl Streep no filme O Diabo Veste Prada. Também participou de um episódio da série de comédia Filhos da Pátria. Em seguida, voltou à Rede Record para atuar na novela Apocalipse. Em 2017 voltou aos cinemas no filme de comédia Divórcio. Em 2019 participou do seriado infantil Detetives do Prédio Azul, no Gloob. Em 2021 foi novamente contratada pela TV Globo para interpretar a governanta de Dom Pedro II na novela histórica Nos Tempos do Imperador.

## Vida pessoal
Lu Grimaldi foi casada com Roberto Gregório, de quem se divorciou e depois casou-se com o fotógrafo Roberto Grimaldi, cujo sobrenome Grimaldi – mesmo do qual já separada – ainda usa em seu nome como atriz. Gabriel Grimaldi é seu único filho.

## Filmografia

### Televisão
| Ano  | Título                             | Personagem                      | Nota                                      |
| ---- | ---------------------------------- | ------------------------------- | ----------------------------------------- |
| 1988 | Vale Tudo                          | Clarice                         |                                           |
| 1990 | Riacho Doce                        | Luciana                         |                                           |
| 1991 | A História de Ana Raio e Zé Trovão | Clarice                         |                                           |
| 1994 | As Pupilas do Senhor Reitor        | Elvira Marques dos Santos       |                                           |
| 1996 | Xica da Silva                      | Fausta                          |                                           |
| 1998 | Pérola Negra                       | Jane                            | Episódio: "9 de novembro"                 |
| 1998 | Meu Pé de Laranja Lima             | Ana Maria Frazão (Don'ana)      |                                           |
| 1999 | Terra Nostra                       | Leonora Migliavacca             |                                           |
| 2001 | A Padroeira                        | Joaquina Soares Cabral Mendonça |                                           |
| 2002 | Malhação                           | Íris Miranda                    | Temporada 9                               |
| 2002 | Sítio do Picapau Amarelo           | Medéia                          | Episódio: "Os Doze Trabalhos de Hércules" |
| 2004 | Um Só Coração                      | Frida Schmidt da Silva          |                                           |
| 2004 | Seus Olhos                         | Dirce                           |                                           |
| 2004 | Branca de Neve e os Sete Peões     | Bruxa Amanda                    | Especial                                  |
| 2005 | Sítio Picapau Amarelo              | Marcela                         | Temporada 5                               |
| 2006 | Sinhá Moça                         | Inês Garcia Fontes              |                                           |
| 2007 | Amigas & Rivais                    | Yolanda Montini                 |                                           |
| 2009 | Poder Paralelo                     | Mamma Freda Castellamare        |                                           |
| 2011 | Sansão e Dalila                    | Zilá                            |                                           |
| 2012 | Balacobaco                         | Lígia Sampaio Botelho           |                                           |
| 2014 | Milagres de Jesus                  | Yoná                            | Episódio: "Os Dez Leprosos"               |
| 2014 | Histórias de Verão                 | Solange                         | Especial de fim de ano                    |
| 2015 | Babilônia                          | Olga Loureiro Teixeira          |                                           |
| 2016 | Liberdade, Liberdade               | Maria I de Portugal             | Episódio: "11 de abril"                   |
| 2017 | Rock Story                         | Glória Braga                    | Episódios: "23–29 de maio"                |
| 2017 | Filhos da Pátria                   | Lady Grantham                   | Episódio: "Um Munífico Convite"           |
| 2017 | Apocalipse                         | Laodiceia Pascolli (Laodi)      |                                           |
| 2019 | Detetives do Prédio Azul           | Rita Eleganchic                 | Episódio: "Hotel Sem Estrelas"            |
| 2021 | Nos Tempos do Imperador            | Lurdes                          |                                           |
| 2023 | A Infância de Romeu e Julieta      | Clara Campos                    |                                           |
| 2025 | Êta Mundo Melhor!                  | Aurora                          | Episódios: "30 de junho–7 de julho"       |

### Cinema
| Ano  | Título                                | Papel               | Notas          |
| ---- | ------------------------------------- | ------------------- | -------------- |
| 1998 | Menino Maluquinho 2 - A Aventura      | Beata               |                |
| 2001 | Sonhos Tropicais                      | Vânia               |                |
| 2003 | Apolônio Brasil, o Campeão da Alegria | Dona Neném          |                |
| 2008 | Casa da Mãe Joana                     | Cliente que Desiste |                |
| 2008 | Mais Uma História no Rio              | Laura Guerra        | Curta-metragem |
| 2009 | Intruso                               | Virna               |                |
| 2010 | Nosso Lar                             | Ministra Veneranda  |                |
| 2010 | A Casa Errada                         | Dona Andréia        | Curta-metragem |
| 2011 | Não se Preocupe, nada Vai dar certo!  | Laurita             |                |
| 2017 | Divórcio                              | Dirce               |                |
| 2021 | Tormento                              | Vera                |                |
| 2022 | O Amante de Júlia                     | Amélia              |                |

## Teatro
| Ano     | Título                                            |
| ------- | ------------------------------------------------- |
| 1973    | Dzi Croquetas                                     |
| 1986    | Nostradamus                                       |
| 1987    | Carmem com Filtro                                 |
| 1988    | Blas-Fêmeas                                       |
| 1989    | Ponto Limite                                      |
| 1992    | Floresta Amazonica - Sonhos de uma Noite de Verão |
| 1994    | Pentesiléias                                      |
| 1995    | Violeta Vita                                      |
| 1996    | Nocaute                                           |
| 2000    | Rei Lear                                          |
| 2003    | Divinas - Uma Comédia Olimpicamente               |
| 2004    | Boca de Ouro                                      |
| 2010    | O Interrogatório                                  |
| 2014–17 | Palavra de Rainha                                 |
| 2016    | 33 Variações                                      |

## Prêmios e indicações
| Associações             | Ano  | Nomeações         | Categoria                              | Resultado | Ref(s) |
| ----------------------- | ---- | ----------------- | -------------------------------------- | --------- | ------ |
| Melhores do Ano         | 1999 | Terra Nostra      | Melhor Atriz Coadjuvante               | Venceu    | [ 11 ] |
| Prêmio APCA             | 1999 | Terra Nostra      | Melhor Revelação Feminina em Televisão | Venceu    | [ 28 ] |
| Prêmio Qualidade Brasil | 2009 | Poder Paralelo    | Melhor Atriz Coadjuvante de Televisão  | Indicada  | [ 29 ] |
| Prêmio Qualidade Brasil | 2014 | Palavra de Rainha | Melhor Atriz em Peça Dramática         | Venceu    | [ 30 ] |